# Gabriele Manfredi
Gabriele Manfredi (Bologna, 25 marzo 1681 – Bologna, 13 ottobre 1761) è stato un matematico italiano.

## Biografia

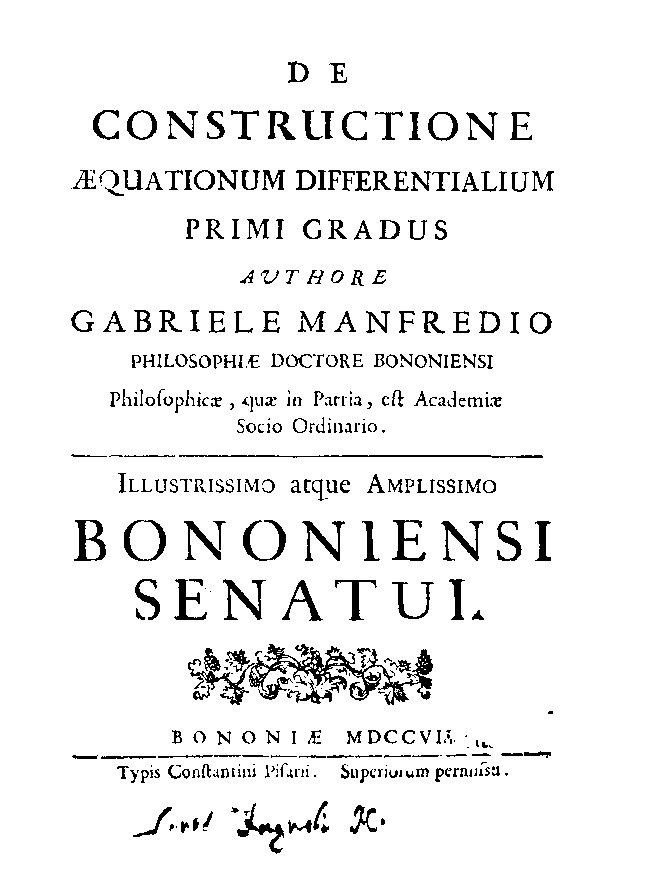
De constructione aequationum differentialium primi gradus, 1707

Nacque a Bologna da Alfonso Manfredi, notaio originario di Lugo, e da Anna Maria Fiorini. Ebbe tre fratelli (Eustachio, Emilio ed Eraclito) e due sorelle (Maddalena e Teresa).
Dopo aver studiato medicina, si interessò alla matematica, ottenendo la cattedra presso l'Università di Bologna. Nell'opera De constructionae aequationum differentialium primi gradus (1707) espose i risultati ottenuti fino a quel momento nella soluzione dei problemi relativi alla teoria delle equazioni differenziali e i fondamenti del calcolo integrale.
Nella memoria Breve schediasma geometrico per la costruzione di una gran parte delle equazioni differenziali di primo grado (1714) descrisse il procedimento comunemente adottato per integrare le equazioni differenziali omogenee del primo ordine.

## Opere
- (LA) Gabriello Manfredi, De constructione aequationum differentialium primi gradus, Bononiae, typis Constantini Pisarii, 1707. URL consultato il 13 giugno 2015.
- Gabriello Manfredi, Voto del sig. dottore Gabriello Manfredi pubblico professore di matematica nella Universita di Bologna sopra il parere de' due periti di Bologna e di Ravenna circa l'arginare il Po di Primaro da essi steso dopo la visita dello stesso Po fatta nel 1758. d'ordine della san. me. di Benedetto 14., [Bologna].